# Кретинзький район
Кретинзький район (лит. Kretingos rajono savivaldybė) — муніципалітет районного рівня на заході Литви, що знаходиться у Клайпедському повіті. Адміністративний центр — місто Кретинга.

## Географія
Район знаходиться у західній частині прибережної низовини, на сході займає частину Жемайтійського плато. Найвища точка (108 м над рівнем моря) знаходиться на північному сході у в Жеймаї, найнижча (7 м над рівнем моря) — в межах міста Паланга. Середня температура січня -3.5 °C, липня — 16,7 °С. Протягом року випадає від 823 до 839 мм опадів.

## Адміністративний поділ та населені пункти
Район включає 9 староств:

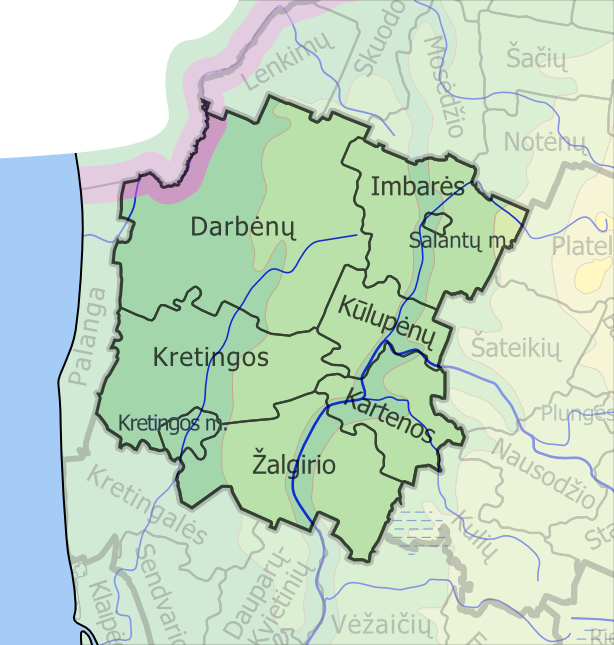
Староства Кретинзького району

- Відмантське (лит. Vydmantų seniūnija; адм. центр: Відмантай); (утворено 2016 року виділенням 6 поселень у південно-західній частині Кретинзького староства)
- Дарбенайське (лит. Darbėnų seniūnija; адм. центр: Дарбенай);
- Жальгіріське (лит. Žalgirio seniūnija; адм. центр: Рагувишкяй);
- Імбареське (лит. Imbarės seniūnija; адм. центр: Салантай);
- Картенське (лит. Kartenos seniūnija; адм. центр: Картена);
- Кретинзьке (лит. Kretingos seniūnija; адм. центр: Кретинга);
- Кретинзькое міське (лит. Kretingos miesto seniūnija; адм. центр: Кретинга);
- Кулупенайське (лит. Kūlupėnų seniūnija; адм. центр: Кулупенай);
- Салантайське міське (лит. Salantų seniūnija; адм. центр: Салантай).

Район містить 2 міста — Кретинга та Салантай; 2 містечка — Дарбенай та Картена; 196 сіл.
Чисельність населення найбільших поселень (2001):
- Кретинга — 21 423 осіб
- Салантай — 1 942 осіб
- Відмантай — 1 880 осіб
- Дарбенай — 1 598 осіб
- Кулупенай — 1 348 осіб
- Падваряй — 1 254 осіб
- Картена — 1 022 осіб
- Кретинсодис — 1 001 осіб
- Курмайчяй — 646 осіб
- Грушлауке — 631 осіб

## Населення
Згідно з переписом 2011 року у районі мешкало 40880 осіб. Частка міського населення складала 50,6 %.
Етнічний склад:
- Литовці — 98,36 % (40667 осіб);
- Росіяни — 0,75 % (311 осіб);
- Українці — 0,12 % (50 осіб);
- Білоруси — 0,08 % (33 осіб);
- Латиші — 0,07 % (27 осіб);
- Німці — 0,06 % (24 осіб);
- Інші — 0,56 % (233 осіб).

Релігійний склад:
- 89,5 % католики
- 1,1 % лютерани
- 0,5 % православні
- є також євангелісти, старообрядці тощо.

## Економіка
Район виробляє 0,9 % промислового виробництва Литви. Розвинена деревообробна промисловість, виробництво меблів (компанія «Akmena»), виробляють текстиль, пиво, комбікорми, корми та білково-вітамінні добавки («Kretingos grūdai»), є підприємства з обробки льону («Žemaitijos linai»), переробки риби («Ostsee Fish Kretinga»), будівельні компанії («Damba», «Ringesta», «Edija»). Компанія «Genčių nafta» виробляє мастила, «Tyras» видобуває торф. «Žemaitijos granitas» видобуває щебінь, гравій тощо. Найбільший промисловий центр — Кретинга.
Сільськогосподарські угіддя займають 53,6 % площі, з яких 87,1 % орних земель, 10,6 % — луки і природні пасовища, 2,4 % — фруктові сади і плантації ягідних культур. 52,5 % врожаю складають зернові культури, 25,4 % — багаторічні трави, 5,4 % — картопля. На території району вирощують 8,0 % литовського льону, 2,0 % — картоплі, 1,9 % — овочів. Частка району у тваринництві Литви складає 1,7 %, тут виробляється 1,7 % литовського молока, зібрано 7,1 % яєць. Тут розводиться 1,5 % литовського поголів'я корів, 1,2 % свиней, 1,1 % коней, 1,1 % овець і кіз. Компанія «Kretingos žvėrininkystės ūkis» займається селекцією лисиць та норок.

## Транспорт
По території району проходять залізнична лінія Вільнюс-Клайпеда, автомобільні магістралі Шяуляй-Паланга, Гаргждай-Кретинга, Скуодас-Кретинга, Кретинга-Клайпеда.

## Громадська інфраструктура
Район має 3 лікарні, 7 амбулаторних медичних установ, 16 медичних пунктів, 2 установи по догляду за дитиною, установа тимчасового проживання людей похилого віку. Є 12- католицьких та 1 євангелічно-лютеранська церкви, 20 культурних центрів, 23 бібліотеки, музеї.